# Ntonge
Ntonge ist ein Verwaltungsbezirk (englisch Ward) des Distrikts Singida (DC) in der tansanischen Region Singida.

## Geografie
Ntonge ist ein Bezirk im nördlichen Zentralteil von Tansania etwa 15 Kilometer nordöstlich des Zentrums der Regionshauptstadt Singida. Bei der Volkszählung 2022 lebten 6468 Menschen in 1151 Haushalten auf einer Fläche von 50 Quadratkilometern.

### Nachbarbezirke
Der Bezirk grenzt im Südwesten an den Distrikt Singida (MC), sonst an vier Bezirke des Distrikts Singida (DC):
| Ughandi | Kijota                                      |          |
|         | Kompassrose, die auf Nachbargemeinden zeigt | Ilongero |
| Mtipa   | Kinyeto                                     |          |

## Gliederung
Der Bezirk besteht aus drei Gemeinden (swahili Mtaa) mit neun Orten (Kitongoji):
| Ntonge - CCM - Igwerika | Ifombou - Ifombou - Nkwema | Igauri - Minji - Isenga - Kigongo - Mwambibida - Songambele |

## Wirtschaft und Infrastruktur
- Landwirtschaft: Der Nutztierbestand umfasst 2900 Rinder, 1400 Ziegen, 1000 Schafe und 5000 Hühner (Stand 2016).[8]
- Bildung: Die Ntonge Secondary School ist eine staatliche weiterführende Schule, die Tagesschüler bis zur 4. Stufe ausbildet.[9]
- Gesundheit: In der Gemeinde Igauri befindet sich eine staatliche Apotheke.[10]